# Andrzej Supron
Andrzej Supron, född den 22 oktober 1952 i Warszawa, Polen, är en polsk brottare som tog OS-silver i lättviktsbrottning i den grekisk-romerska klassen 1980 i Moskva. 